# Antonín Plichta
Antonín Plichta (3. ledna 1894 Šebkovice – 3. srpna 1951 Jihlava) byl český zemědělec a jeden z popravených v případu Babice.

## Biografie

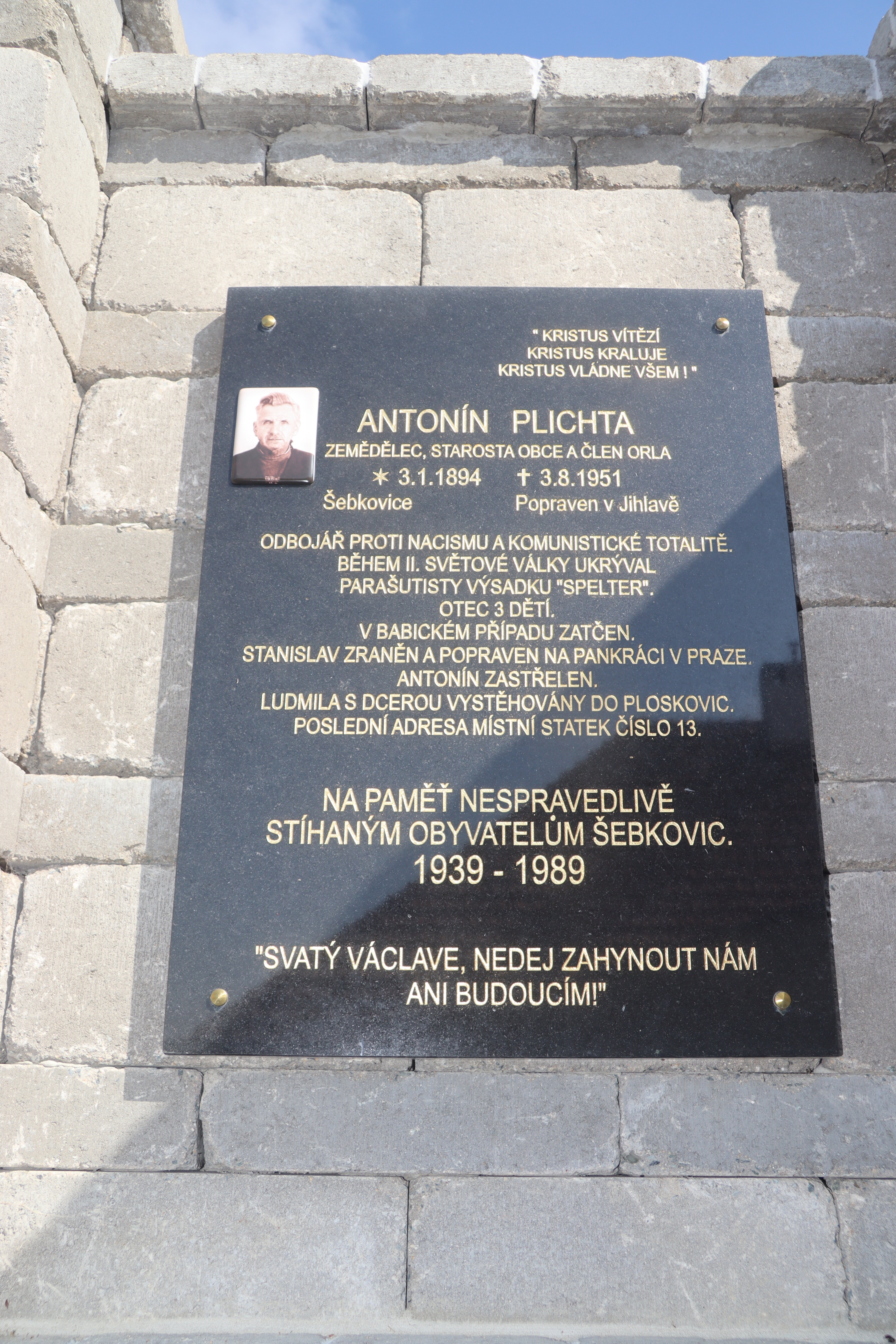
Pamětní deska na hřbitově v Šebkovicích

Antonín Plichta se narodil v roce 1894 v Šebkovicích u Jaroměřic nad Rokytnou, jeho otcem byl půlláník Antonín Plichta a matkou byla Marie Plichtová. Pracoval v zemědělství a již za první československé republiky se aktivizoval a působil v Československé straně lidové a v organizaci Orel. Během druhé světové války se zapojil do odbojového hnutí a v roce 1944 ukryl Rudolfa Novotného a Jana Vavrdu z výsadku Spelter, následně jim pomohl kontaktovat i další odbojové skupiny. Na počátku roku 1945 začal organizovat odbojovou skupinu v rámci skupiny Lenka-Jih. Po skončení druhé světové války se stal známým a byl zván na besedy. V roce 1946 byl vyznamenán medailí za chrabrost a v roce 1947 byl uznán jako československý partyzán. Mezi lety 1945 a 1948 pracoval jako předseda národního výboru v Šebkovicích a místopředseda okresního národního výboru v Moravských Budějovicích. Po roce 1948 mu byly funkce odňaty a spolu se syny Antonínem a Stanislavem se zapojili do aktivit zaměřených proti komunistickému režimu.
Kolem roku 1949 se začala formovat tzv. Smetanova skupina, jejíž členové pocházeli ze skupiny Lenka-Jih, součástí byl i Antonín Plichta, který při zatýkání členů skupiny v dubnu roku 1951 unikl zatčení a ukryl se u Ludvíka Stehlíka, kde jej zkontaktoval Ladislav Malý, kontaktu výrazně napomohl Václav Drbola. Odbojářská skupina se postupně přesunula z Cidliny do Vacenovic, kde se ukryla v domě rodiny Vorlíčkovy. Na počátku července se Antonín Plichta zranil a spolu s dcerou Ludmilou se ukryl opět v domě Ludvíka Stehlíka v Cidlině.

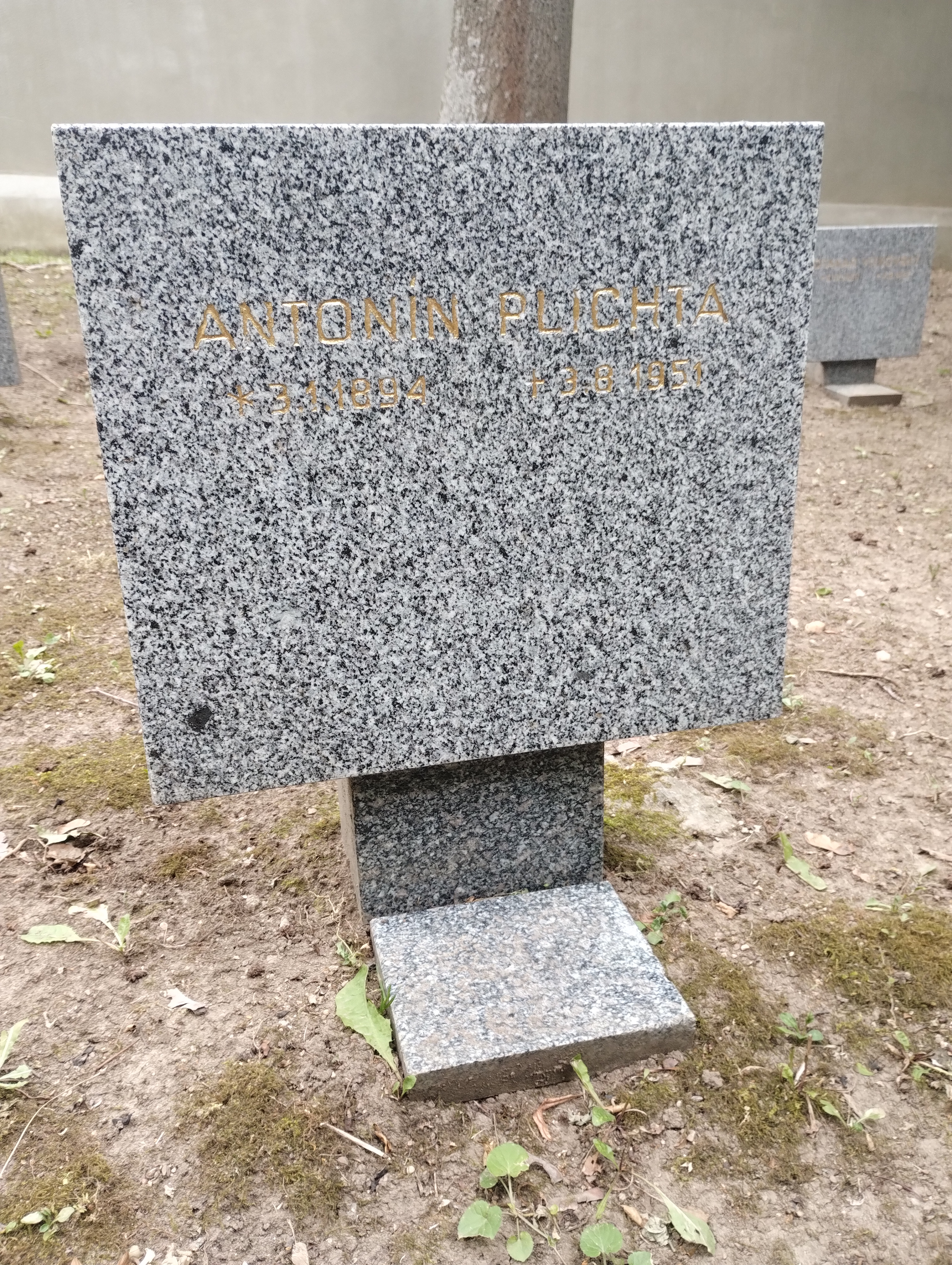
Symbolický náhrobek A. Plichty na Čestném pohřebišti v Ďáblicích

V červenci roku 1951 došlo k napadení jednajících členů MNV v Babicích, kdy se přepadení účastnili synové Antonína Plichty, Ladislav Malý a Antonín Mityska. Antonín Mityska a Ladislav Malý měli pak většinu přítomných členů MNV zastřelit. Skupina uprchla a postupně byla dopadena, syn Antonína Plichty Antonín mladší byl zastřelen v poli, kde se ukrýval, Stanislav byl těžce raněn a ostatní byli zatčeni. Antonín Plichta byl zatčen v domě Ludvíka Stehlíka, stejně jako jeho dcera, Ludvík Stehlík a jeho syn. Soudní proces začal hned 12. července téhož roku. Antonín Plichta byl obviněn a souzen jako ideový vůdce skupiny, byl odsouzen k trestu smrti a dne 3. srpna 1951 byl popraven oběšením. Urna byla uložena do hromadného hrobu v Brně. Na Čestném pohřebišti v Ďáblickém hřbitově se nachází symbolický Plichtův hrob. Tamní symbolické náhrobky odkazují na zemřelé politické vězně bez ohledu na jejich skutečné místo pohřbení.
V roce 1946 byl za svoji odbojovou činnost vyznamenán Medailí za chrabrost, roku 1947 mu byl přiznán status československého partyzána, jeho jméno je uvedeno na památníku obětem komunistické totality na Václavském náměstí v Třebíči, na pomníku Smírčí kameny v Tyršově ulici v Jihlavě, na pomníku popraveným účastníkům třetího odboje v Jihlavské ulici v Brně. V srpnu roku 2018 byl na hrob rodiny Plichtových na hřbitově v Jaroměřicích nad Rokytnou umístěn pod patronací Konfederace politických vězňů kenotaf. Po roce 1989 Ludmila Plichtová požádala o rehabilitaci manžela a obou synů.